# Milan Korál
Milan Korál (16. května 1956 Vysoké Mýto — 4. prosince 2022) byl český básník.

## Dílo
- Made in retro, 1994 — básnická sbírka
- Tichá bestie, 1998 — básnická sbírka
- Pod puškařskou oblohou, 1999 — básnická sbírka
- Ta noc, 1999 — básnická sbírka
- Měsíční fortissimo, 2001 — básnická sbírka
- Hodina znásilněné pravdy, 2001 — básnická sbírka
- Opilý kentaur, 2004 — básnická sbírka
- Barabas, 2006 — básnická sbírka